# Слокам, Генри Уорнер
Ге́нри Уо́рнер Сло́кам (англ. Henry Warner Slocum, Jr.; 28 мая 1862, Сиракьюс, Нью-Йорк, США — 22 января 1949, Манхэттен, Нью-Йорк, США) — американский теннисист; победитель двух турниров Большого шлема в одиночном разряде (Национальный чемпионат США — 1888, Национальный чемпионат США — 1889); победитель одного турнира Большого шлема в парном разряде (Национальный чемпионат США — 1889). Член Международного зала теннисной славы с 1955 года.

## Биография
Его отец Генри Слокам — американский генерал. Генри окончил Йельский университет в 1883 году и начал играть в теннис в 1884 году.

## Спортивная карьера
Слокам выиграл титул на национальном чемпионате США 1888 года в мужском одиночном разряде против действующего чемпиона и соотечественника — Ховарда Тейлора. На следующий год он успешно защитил свой титул, одержав победу над Куинси Шоу.
Он был президентом Национальной ассоциации большого тенниса США (USNLTA) в 1892 и 1893 годах.
Генри умер 22 января 1949 года в Манхэттене, штат Нью-Йорк.
В 1955 году его имя было включено в списки Международного зала теннисной славы.

## Участие в финалах турниров Большого шлема за карьеру (7)

### Одиночный разряд (4)

#### Победы (2)
| Год  | Турнир            | Соперник в финале | Счёт в финале      |
| ---- | ----------------- | ----------------- | ------------------ |
| 1888 | Чемпионат США     | Ховард Тейлор     | 6–4, 6–1, 6–0      |
| 1889 | Чемпионат США (2) | Квинси Шоу        | 6–3, 6–1, 4–6, 6–2 |

#### Поражения (2)
| Год  | Турнир            | Соперник в финале | Счёт в финале      |
| ---- | ----------------- | ----------------- | ------------------ |
| 1887 | Чемпионат США     | Ричард Сирс       | 1–6, 3–6, 2–6      |
| 1890 | Чемпионат США (2) | Оливер Кэмпбелл   | 2–6, 6–4, 3–6, 1–6 |

### Мужской парный разряд (3)

#### Победы (1)
| Год  | Турнир        | Партнёр       | Соперники в финале            | Счёт в финале  |
| ---- | ------------- | ------------- | ----------------------------- | -------------- |
| 1889 | Чемпионат США | Ховард Тейлор | Валентин Холл Оливер Кэмпбелл | 10-8, 6-3, 6-3 |

#### Поражения (2)
| Год  | Турнир            | Партнёр       | Соперники в финале            | Счёт в финале           |
| ---- | ----------------- | ------------- | ----------------------------- | ----------------------- |
| 1885 | Чемпионат США     | Перси Кнапп   | Джозеф Силл Кларк Ричард Сирс | 3–6, 0–6, 2–6           |
| 1887 | Чемпионат США (2) | Ховард Тейлор | Джеймс Дуайт Ричард Сирс      | 4–6, 6–3, 6–2, 3–6, 3–6 |